# Jardim Paleobotânico de Mata
O Jardim Paleobotânico esta situado na Rua do Sertão, 67, na cidade de Mata, no estado do Rio Grande do Sul, Brasil.

## Descrição
Reserva de fósseis naturais com uma área de 36.000 m², tombada pelo Instituto do Patrimônio Histórico e Artístico Nacional. Apresenta exemplares de madeiras fossilizadas que estão em seu lugar de origem. Está na Formação Caturrita e data do Triássico Superior.